# ماساهیرو تراوکا
ماساهیرو تراوکا (انگلیسی: Masahiro Teraoka؛ زادهٔ ۱۳ نوامبر ۱۹۹۱) بازیکن فوتبال اهل ژاپن است.